# Gioacchino Rossini
Gioachino Antonio Rossini (født 29. februar 1792 i Pesaro, død 13. november 1868 i Passy) var en populær italiensk komponist, der skrev 39 operaer samt kirkemusik, kammermusik, sange og nogle instrumental- og klaverstykker. 
Rossinis mest kendte operaværker er Il barbiere di Siviglia, La cenerentola, La gazza ladra og Guillaume Tell (på dansk Wilhelm Tell)). Hans talent for sanglignende melodier og musik, der er let at huske, gav ham kælenavnet "Den italienske Mozart". Til han stoppede sin komponistgerning i 1829 var Rossini den mest populære operakomponist i historien.

## Biografi
Gioachino Antonio Rossini blev født i en familie af musikere i Pesaro, en by i provinsen Pesaro ved Adriaterhavets kyst i Italien. Hans far, Giuseppe, var hornspiller og slagteriinspektør. Hans mor, Anna, var sanger og bagerdatter. Rossinis forældre varetog tidligt drengens musikalske uddannelse, og i en alder af seks kunne han spille triangel i sin fars ensemble. 
Rossinis far var velvilligt indstillet over for den franske revolution og hilste Napoleon Bonapartes hær velkommen, da den kom til det nordlige Italien. Da Østrig genindførte den gamle ordning i 1796, kom Rossinis far i fængsel, og hans mor tog drengen med til Bologna, hvor hun tjente som sangerinde i hovedroller på forskellige teatre i Romagna-regionen. Hendes mand sluttede sig til hende i Bologna. I denne periode var Rossini tit i pleje hos sin aldrende mormor, som havde svært ved at passe drengen. 
I Bologna tog en slagterfamilie sig af ham, mens faren spillede horn i orkestrene på de teatre, hvor hans kone sang. Drengen fik tre års undervisning i cembalo af Giuseppe Prinetti, der kom fra Novara. 

### Uddannelse
Han blev taget fra Prinetti og kom i lære hos en smed. I Angelo Tesei fandt han dog en sympatisk musiklærer, og han lærte at læse fra bladet, spille akkompagnementer på klaver og synge godt nok til at varetage solopartier i kirken, da han var ti år. Fra denne periode stammer seks sonate en quattro eller strygersonater, som Rossini komponerede på tre dage, og som usædvanligt nok er skrevet for to violiner, cello og kontrabas. Det oprindelige partitur blev fundet i Library of Congress i Washington, DC efter Anden Verdenskrig; de er dateret  1804, da komponisten var tolv. Disse sonater afslører den unge komponists forkærlighed for Haydn og Mozart og fremviser træk, som Rossini skulle udvikle fuldt ud i sine operaer som hyppige rytmiske ændringer og klare, sangbare melodier.
I 1805 optrådte han på kommunens teater i Ferdinando Paers Camilla, hans eneste offentlige optræden som sanger. Han var en dygtig hornspiller som sin far. På omtrent dette tidspunkt komponerede han de enkelte numre til en libretto af Vincenza Mombelli kaldet Demetrio e Polibio, som blev overgivet til drengen i brudstykker. Selv om det var Rossinis første opera, skrevet da han var 13 eller 14, blev den ikke sat op, før komponisten var tyve år gammel; dette ungdomsarbejde fik da premieren som Rossinis sjette opera. 
I 1806 studerede Rossini cellospil under Cavedagni på Conservatorio di Bologna. Det følgende år modtog han undervisning i kontrapunkt hos Stanislao Mattei (1750-1825). Han lærte at spille cello med lethed, men Matteis pedantiske strenghed førte blot til at drive den unge komponist mod en friere kompositionsform. Hans indsigt i orkestrale virkemidler tilskrives almindeligvis ikke de strenge kompositoriske regler, han lærte hos Mattei, men derimod den viden, han selv indhentede, mens han arbejdede med kvartetter og symfonier af Haydn og Mozart. I Bologna kendtes han som "il tedeschino" ("den lille tysker") på grund af sin hengivenhed for Mozart.

### Tidlig karriere
Ved Marquis Cavallis venlige mellemkomst blev Rossinis første opera, La cambiale di matrimonio, opført i Venedig, da Rossini var 18 år gammel. Men to år før dette havde han allerede fået prisen på Conservatorio af Bologna for sin kantate Il pianto d'Armonia sulla morte d'Orfeo. Mellem 1810 og 1813 fik Rossini sat operaer op i Bologna, Rom, Venedig og Milano, omend med vekslende succes, bl.a. La Pietra del paragone og Il signor Bruschino med dens strålende og unikke ouverture. I 1813 blev Tancredi og L'Italiana i Algeri regulære succeser og kastede den 20-årige komponist ud i international berømmelse. 
Librettoen til Tancredi var en af Gaetano Rossi omarbejdet version af Voltaires tragedie Tancrède. Man kunne høre reminiscenser af Ferdinando Paer og Giovanni Paisiello i dele af musikken, men hvis publikum havde nogen kritisk indvendinger overfor operaen, blev de opvejet af melodier som "Di Tanti palpiti ... Mi rivedrai, ti rivedrò", der opnåede en enorm popularitet.
Ved sin 21. fødselsdag havde Rossini etableret sig som stjernekomponist for det italienske operapublikum. Han fortsatte med at skrive operaer til Venedig og Milano i løbet af de næste par år, men de fik dog en noget mere afdæmpet modtagelse efter succesen med Tancredi. I 1815 trak han sig tilbage til sit hjem i Bologna, hvor Domenico Barbaia, impresario på teatret i Napoli, fik en aftale i stand, der gjorde ham til musikalsk leder af Teatro San Carlo og Teatro Del Fondo i Napoli. Han skulle komponere en opera om året til hvert teater, og ville få 200 dukater om måneden, ligesom det var en del af aftalen, at han skulle modtage 1.000 dukater fra teatrets kasino hvert år. Det var et overordentligt lukrativt arrangement for enhver professionel musiker. 
Han besøgte konservatoriet i Napoli, og selv om han var mindre end fire år ældre end Mercadante, sagde han til direktøren Niccolò Zingarelli: "Min kompliment, maestro, din unge elev Mercadante begynder, hvor vi slap".
Nogle ældre komponister i Napoli, bl.a. Zingarelli og Paisiello, var tilbøjelige til intriger mod den succesrige unge komponist, men al fjendtlighed blev gjort meningsløs ved den begejstring, der mødte hofopførelsen af Elisabetta, Regina d'Inghilterra, hvor Isabella Colbran, som efterfølgende blev gift med komponisten, havde en ledende rolle. I librettoen til denne opera foregreb librettisten Giovanni Schmidt mange af de handlingselementer, som sir Walter Scott senere tog op i sin roman Kenilworth. Operaen var den første, hvor Rossini selv specificerede med hvilke forsiringer, arierne skulle udføres, i stedet for at overlade det til sangernes forgodtbefindende. Operaen er desuden den første opera, hvori Rossini erstatter secco-recitativet med et recitativ ledsaget af en strygekvartet.

### Il barbiere di Siviglia(Barberen i Sevilla)
Rossinis mest berømte opera blev opført den 20. februar 1816 på Teatro Argentina i Rom. Librettoen, en version af Pierre Beaumarchais' teaterstykke Le Barbier de Seville, var skrevet af Cesare Sterbini og altså forskellig fra den libretto, som Giovanni Paisiello benyttede til sin version af Il barbiere di Siviglia, en opera, der havde nydt stor popularitet i Europa i mere end et kvart århundrede. Operaen er berømt for den hastighed, hvormed Rossini skrev den, og forskningen er generelt enig om, at det skete i løbet af blot to eller tre uger. Senere i livet hævdede Rossini at have skrevet operaen på tolv dage. Operaen blev imidlertid en kolossal fiasko ved premieren, hvor den havde titlen Almaviva; Paisiellos støtter var yderst forargede, og saboterede opførelsen ved at fløjte og råbe under hele første akt. Men ikke længe efter den anden opførelse nød operaen så stor succes, at den berømmelse, der havde været Paisiellos opera til del, blev overført til Rossinis, som herefter fik titlen Il barbiere di Siviglia. 
Senere lykkedes det en 30-årig Rossini at møde Ludwig van Beethoven, der dengang var 51 og døv, vrissen og ved svigtende helbred. Beethoven bemærkede: "Åh, Rossini. Så du er komponisten til Barberen i Sevilla. Jeg vil gerne lykønske dig. Den vil blive spillet, så længe den italienske opera eksisterer. Forsøg aldrig at skrive noget andet end opera buffa; enhver anden stil ville være at gøre vold mod din natur".

### Ægteskab og videre karriere
Mellem 1815 og 1823 skrev Rossini 20 operaer. Af disse udgjorde Otello et højdepunkt i hans reform af den alvorlige opera – og en kontrast til Giuseppe Verdis behandling af samme emne, idet en sigende forskel er, at den tragiske afslutning på Rossinis tid var så ubehagelig for offentligheden i Rom, at det var nødvendigt at opfinde en lykkelig afslutning på Otello.
I 1817 accepterede han at komponere en opera til en libretto over historien til Askepot på den betingelse, at det overnaturlige element skulle udelades. OperaenLa Cenerentola blev så vellykket som Il barbiere di Siviglia. Fraværet af en lignende betingelse i forbindelse med opførelsen af hans Mosè in Egitto førte til, at scenen, hvor israelitterne passerer gennem Det røde hav, grundet en scenetekniske problemer fremstod som en klodset fiasko, hvorfor komponisten skrev koret "Dal tuo stellato soglio" for at aflede publikums opmærksomhed.
Fire år efter blev Rossini gift med den berømte operasanger Isabella Colbran, som i sin glanstid hørte til de mest fejrede operastjerner i Italien og optrådte i en lang række hovedpartier i Rossinis operaer. Samme år flyttede han fra Italien til Wien, hvor hans operaer tog publikum med storm. Han indstuderede her La cenerentola og Zelmira, hvorefter han vendte tilbage til Bologna, men han fik en invitation fra Prince Metternich til at komme til Verona for at "bistå den generelle retablering af harmonien". I Verona blev han ven med Chateaubriand og Dorothea Lieven. 
I 1823 rejste han på forslag af lederen af King's Theatre i London til England, hvor han fik en varm velkomst, der bl.a. fremstillede ham for kong George IV. Han modtog 7.000 pund efter et ophold på fem måneder. Næste år blev han musikalsk leder af Théâtre des Italiens i Paris på en løn på 800 pund om året. Rossinis popularitet i Paris var så stor, at Charles X gav ham  kontrakt på at skrive fem nye operaer om året, og ved udløbet af den kontrakt skulle han modtage en generøs livsvarig pension. 

### Afslutning på karrieren
I Paris fra 1824 til 1829 skabte Rossini den komiske opera Le Comte Ory og Guillaume Tell. Produktionen af hans Guillaume Tell i 1829 bragte hans karriere som operakomponist til en ende. Han var 38 år gammel og havde allerede komponeret 38 operaer. Guillaume Tell var en politisk historie baseret på Schillers skuespil Wilhelm Tell fra 1804 om det trettende århundredes schweiziske patriot, der mobiliserede sit land mod østrigerne. Librettoen var af Étienne Jouy og Hippolyte Bis, men deres version blev revideret af Armand Marrast. 
Musikken er bemærkelsesværdig for sin frihed af de konventioner, Rossini havde bekendt sig til i sine tidligere værker, og markerer en overgangsfase i operahistorien med ouverturen som model for romantiske ouverturer i hele det 19. århundrede. Selvom der er tale om en fremragende opera, høres den sjældent i sin fulde længde i dag, da en opførelse af det oprindelige partitur vil tage mere end fire timer at opføre uden pauser. Ouverturen til Guillaume Tell er et af de mest berømte og oftest indspillede værker i det klassiske repertoire. 
I 1829 vendte Rossini tilbage til Bologna. Hans mor var død i 1827, og han var ivrig efter at være sammen med sin far. En aftale om hans tilbagevenden til Paris blev midlertidigt forstyrret af Charles X's abdicering og Julirevolutionen i 1830. Rossini, der havde overvejet en opera om Faust, vendte dog tilbage til Paris i november samme år.
Seks satser af hans Stabat Mater blev skrevet i 1832 af Rossini selv og de øvrige seks af Giovanni Tadolini, en god musiker, der blev bedt af Rossini om at fuldføre arbejdet. I 1841 skrev Rossini dog resten af partituret. Succesen med det værk tåler sammenligning med hans operaer, men hans lange tavshed fra 1832 til hans død i 1868 får næsten hans biografi til at fremstå som fortællingen om to liv, et liv med hurtige triumfer og et langt liv i afsondrethed. 

### De sidste år
Hans første kone døde i 1845, og den 16. august 1846 giftede han sig med Olympe Pélissier, der havde siddet for Vernet i forbindelse med hans billede af Judith og Holofernes. Politisk uro tvang Rossini til at forlade Bologna i 1848. Efter at have boet en tid i Firenze slog han sig ned i Paris i 1855, hvor hans hus blev centrum for et selskab af kunstnere. Rossini var en velkendt gourmet og en glimrende amatørkok hele sit liv; i dag benævnes nogle retter med betegnelsen "alla Rossini", da de enten er skabt af ham selv eller specifikt til ham. Sandsynligvis den mest berømte af disse er Tournedos Rossini, der stadig fås på fornemme restauranter. 
Efter mange års forskellige fysiske og psykiske sygdomme vendte han langsomt tilbage til musikken, og begyndte at skrive mindre stykker til private opførelser. Disse péchés de vieillesse fylder 14 bind, og de er mest for soloklaver, men også lejlighedsvis sange og forskellige kammerensembler. Han døde på sit landsted på Passy den 13. november 1868. Han blev 76 år gammel. Han blev begravet i Père Lachaise-kirkegården i Paris. I 1887, da hans jordiske rester blev flyttet til Basilica di Santa Croce di Firenze i Firenze på den italienske regerings anmodning, var han stadig så populær, at mere end 6000 mennesker deltog i ceremonien.

### Æresbevisninger og hyldest
Rossini var officer af Æreslegionen og modtager af utallige ordner. 
Umiddelbart efter Rossinis død, foreslog Giuseppe Verdi et samarbejde med en række andre italienske komponister om et "Requiem for Rossini", "der skal opføres på den første årsdag for hans død, og dirigeres af Angelo Mariani. Musikken er skrevet, men opførelsen blev opgivet kort før den planlagte premiere. Verdi genbrugte Libera me, domine, som han havde skrevet til "Requiem for Rossini" i det senere værk, hans requiem fra 1872. I 1989 indspillede Helmuth Rilling verdenspremieren på det originale "Requiem for Rossini". 

## Værker

### Operaer
- La cambiale di matrimonio – 1810
- L'equivoco stravagante – 1811
- Demetrio e Polibio – 1812
- L'inganno felice (Isabella eller den heldige list) – 1812
- Ciro in Babilonia eller La caduta di Baldassare – 1812
- Silkestigen (La scala di seta) – 1812
- La pietra del paragone – 1812
- L'occasione fa il ladro eller Il cambio della valigia – 1812
- Il Signor Bruschino eller en søn på kredit (Il Signor Bruschino ossia il figlio per azzardo) – 1813
- Tancredi – 1813
- Italienerinden i Algier (L'italiana in Algeri) – 1813
- Aureliano in Palmira – 1813
- Tyrken i Italien (Il turco in Italia) – 1814
- Sigismondo – 1814
- Elisabetta, regina d'Inghilterra – 1815
- Torvaldo e Dorliska – 1815
- Barberen i Sevilla (Almaviva ossia L'inutile precauzione ossia Il barbiere di Siviglia) – 1816
- La gazzetta (eller Il matrimonio per concorso) – 1816
- Otello (eller Il moro di Venezia) – 1816
- La Cenerentola (Askepot) – 1817
- Den tyvagtige skade (La gazza ladra) – 1817
- Armida – 1817
- Adelaide di Borgogna eller Ottone, re d'Italia – 1817
- Mosè in Egitto – 1818
- Adina eller Il califfo di Bagdad – 1818
- Ricciardo e Zoraide – 1818
- Ermione – 1819
- Eduardo e Cristina – 1819
- Pigen ved søen (La donna del lago) – 1819
- Bianca e Falliero (eller Il consiglio dei tre) – 1819
- Maometto secondo – 1820
- Matilde Shabran (Matilde di Shabran eller Bellezza e Cuor di Ferro) – 1821
- Zelmira – 1822
- Semiramis (Semiramide) – 1823
- Rejsen til Reims (Il viaggio a Reims eller L'albergo del giglio d'oro – 1825
- La siège de Corinthe – 1826 (en revision af Maometto secondo)
- Moïse et Pharaon (eller Le passage de la Mer Rouge) – 1827 (en revision af Mosè in Egitto)
- Le Comte Ory – 1828
- Guillaume Tell (Wilhelm Tell) – 1829

### Andre værker
- Il pianto d'Armonia sulla morte d’Orfeo
- Stabat Mater
- Katteduetten (tilskrevet Rossini)
- Fagotkoncert
- Messa di Gloria
- Giovanna d'Arco – 1832 (kantate)
- Péchés de vieillesse
- Petite Messe Solennelle (1863, orkestreret 1866-67)

### Tekster og bøger
- Memoirs of Rossini by Marie Henri Beyle, Gioacchino Rossini, published in 1824
- Books with "Rossini" as author (at Google Books)
- Books with occurrences of "Rossini" (at Google Books)
- Texts with occurrences of "Rossini" (at archive.org)
- La vie de Rossini (fr) by Stendhal, tome I (at gutenberg.org)
- La vie de Rossini (fr) by Stendhal, tome II (at gutenberg.org)

### Partiturer
- Frit tilgængelige noder af Gioachino Rossini i Werner Icking Music Archive (WIMA)
- Frie noder af Rossini i International Music Score Library Project

### Historiske optagelser
- Cylinderoptagelser af Rossinis musik fra Cylinder Preservation and Digitization Project på University of California, Santa Barbara.

### Billeder
- Karikatur fra 1867 af Rossini af André Gill